# Lavaux
Lavaux é uma região vinícola do Cantão de Vaud, Suíça, junto ao Lago Lemano que entrou para o património mundial da humanidade da UNESCO em 2007

## História
A grafia "Lavaux" — que viria de "la Vallée de Lutry" (o Vale de Lutry) segundo escritos do século XII — aparece no século XVI e a região pertencia ao Bispo de Lausana com quatro paróquias entre as quais a de Lutry.
Depois de várias alterações, em janeiro de 2008 é feita uma nova reorganização territorial do cantão e a região encontra-se no distrito de Lavaux-Oron que englobe a totalidade das communes de Lavaux.
Anotar que não se deve dizer "O" Lavaux, mas simplesmente Lavaux por questões etimológicas (de "la Vallée de Lutry").
A candidatura de Lavaux aparece na sequência de uma votação para salvar a região dos promotores imobiliários, com o apoio do ecologista suíço Franz Weber.

## Região
Virada a nascente, o Sol reflecte-se no lago Lemano e os muros de pedra concentram o calor. Com uma grande variedade de solos e micro-climas, a região produz uma rica variedade de vinhos.
Um percurso pedestre de 32 km partindo do museu Olímpico em Lausana até ao Castelo de Chillon permite descobrir as 8 zonas com Denominação de Origem Controlada (DOC) de Lavaux que são  Lutry, Villette, Épesses, Calamin Grand Cru, Dézaley Grand Cru, Saint-Saphorin, Chardonne, Vevey-Montreux.

## Imagens

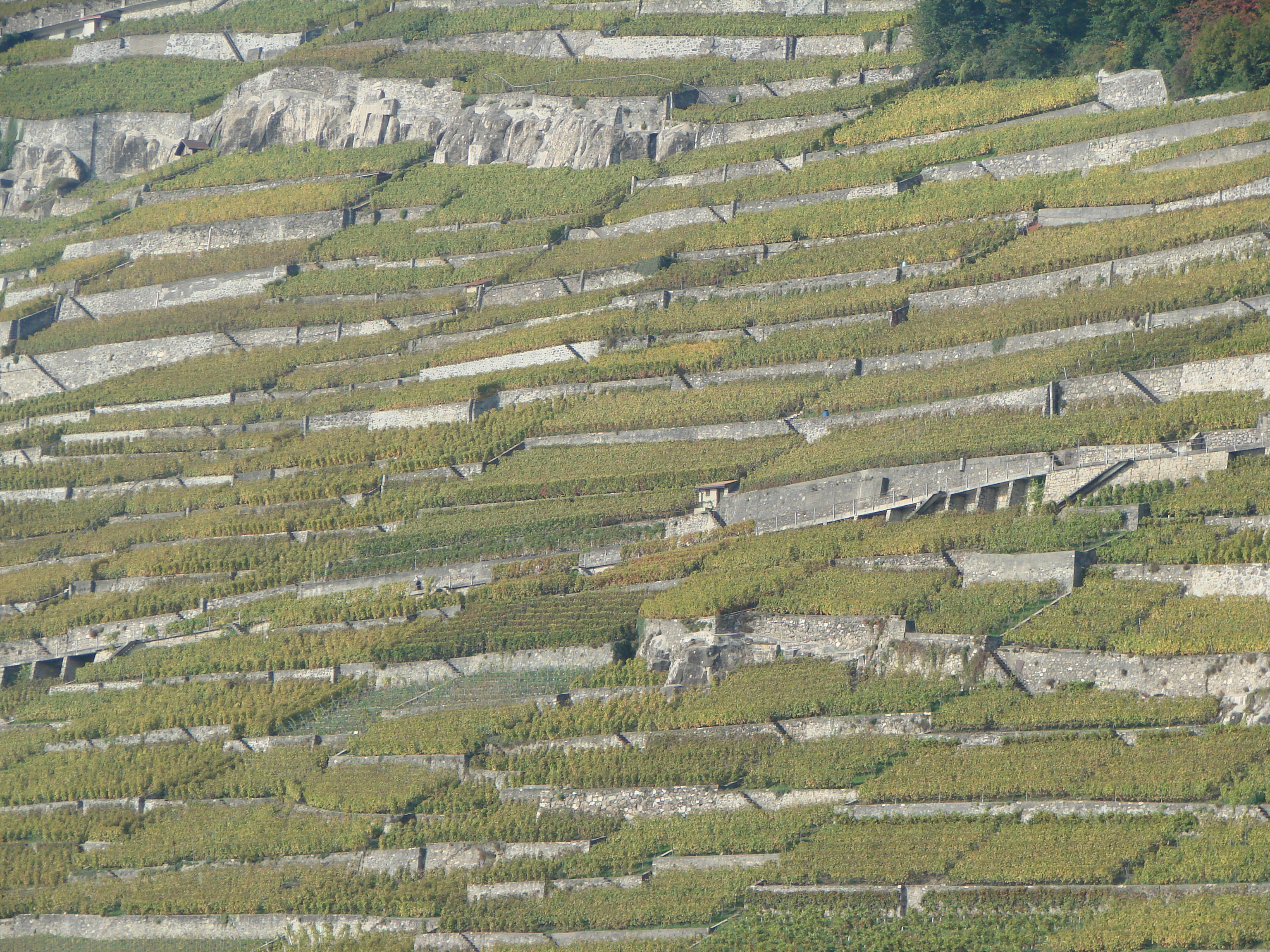
Vinhas em terraço
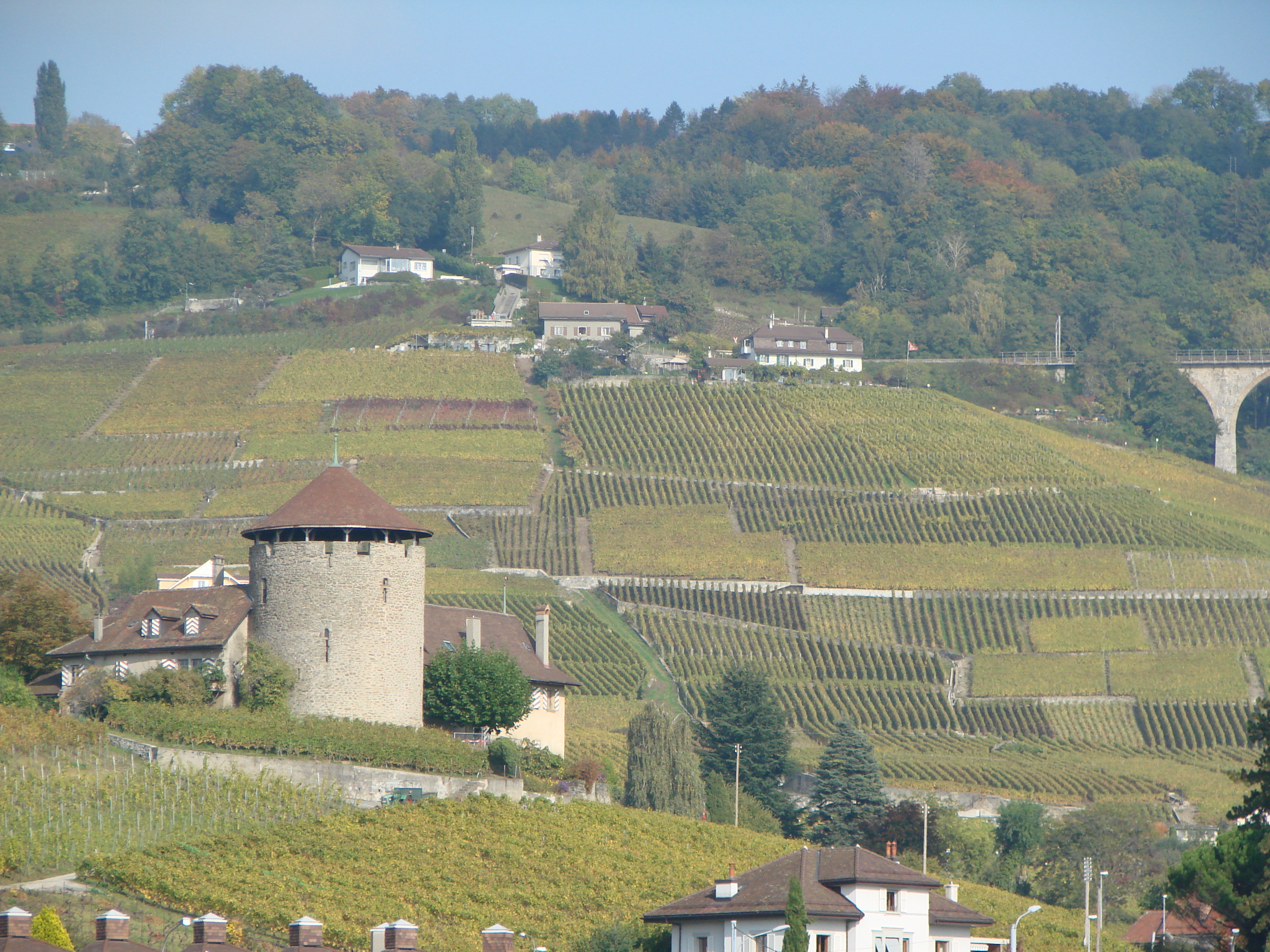
Lutry
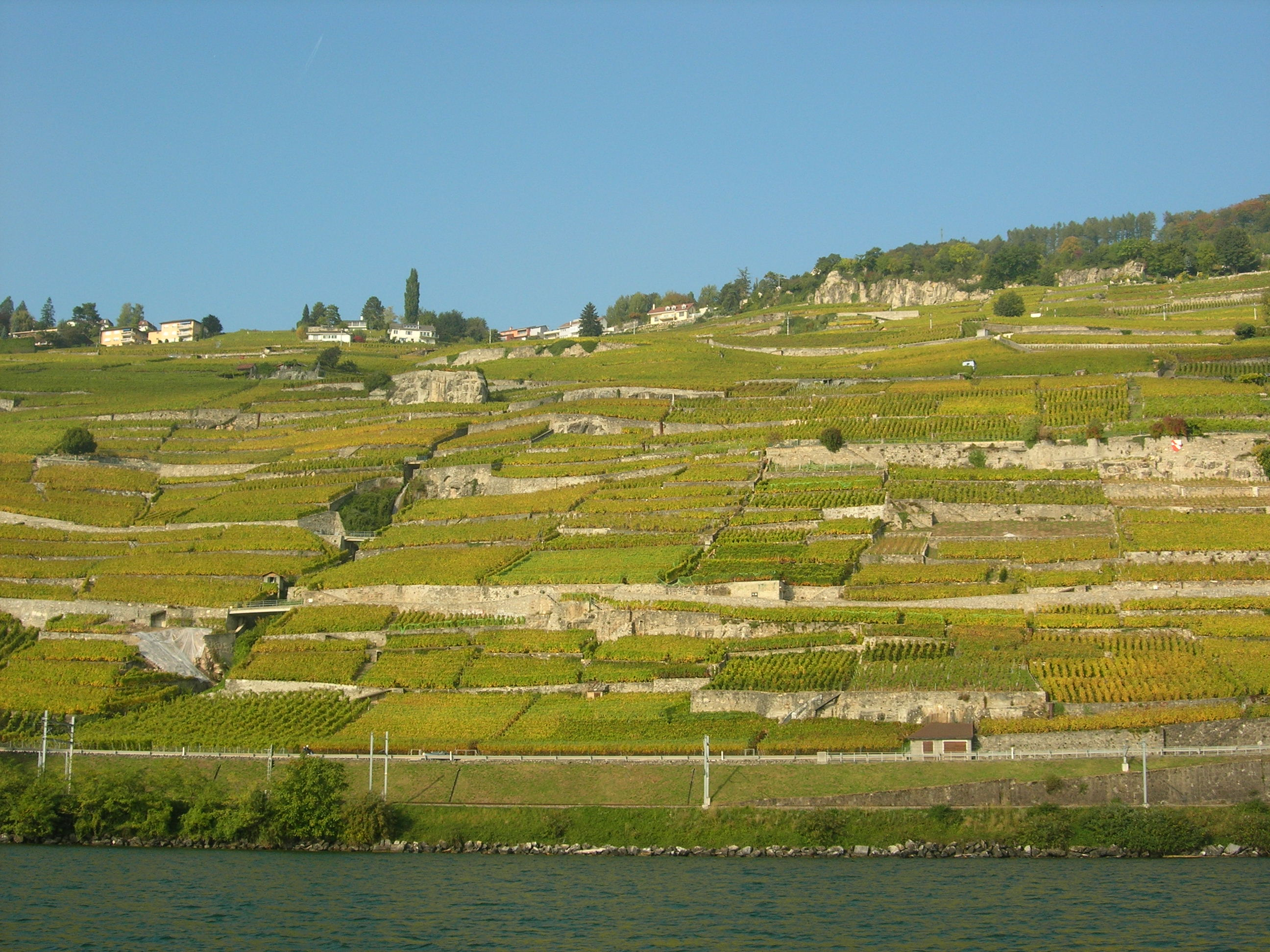
Lavaux antes das vindimas
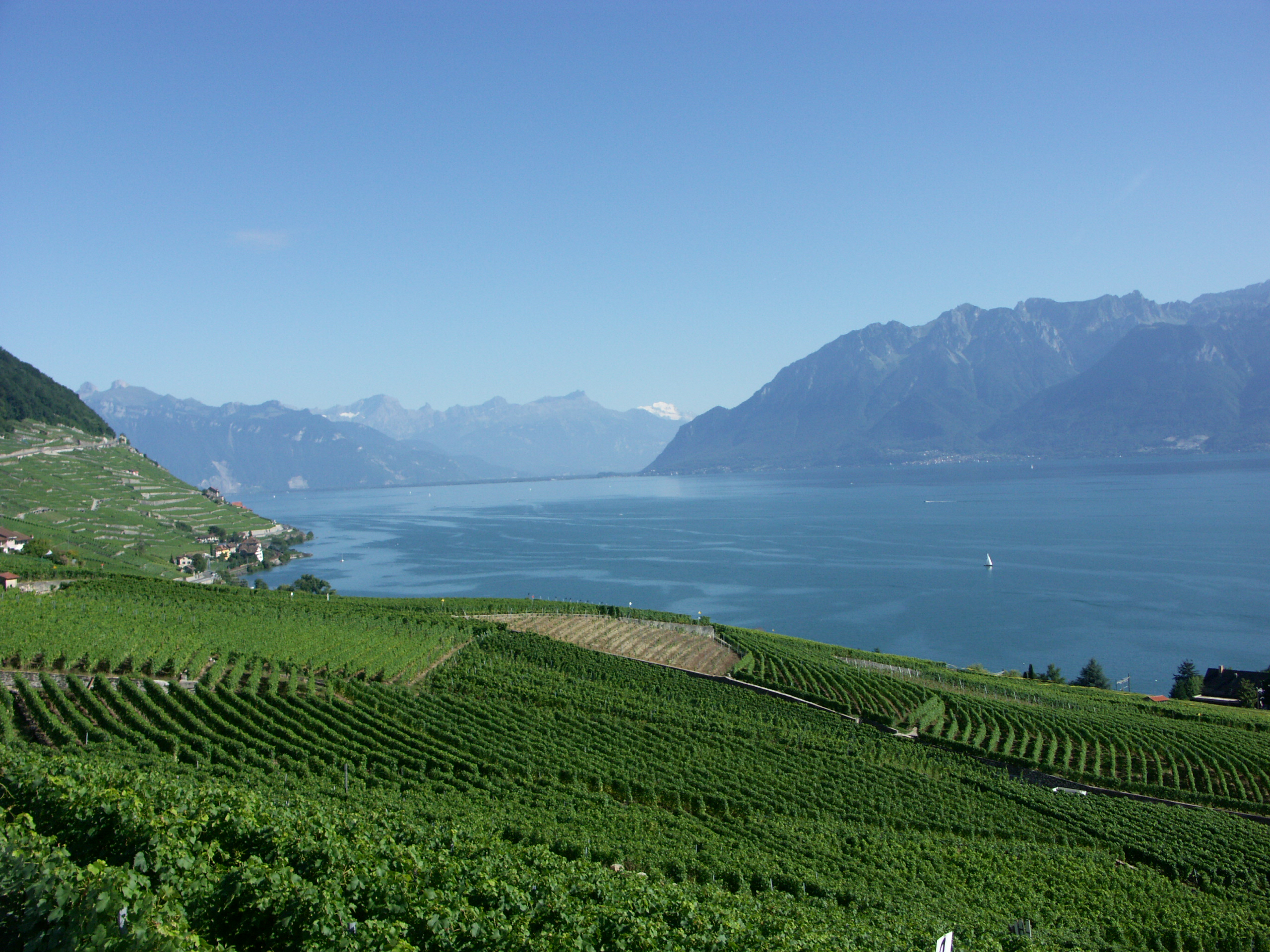
Lavaux e os Alpes
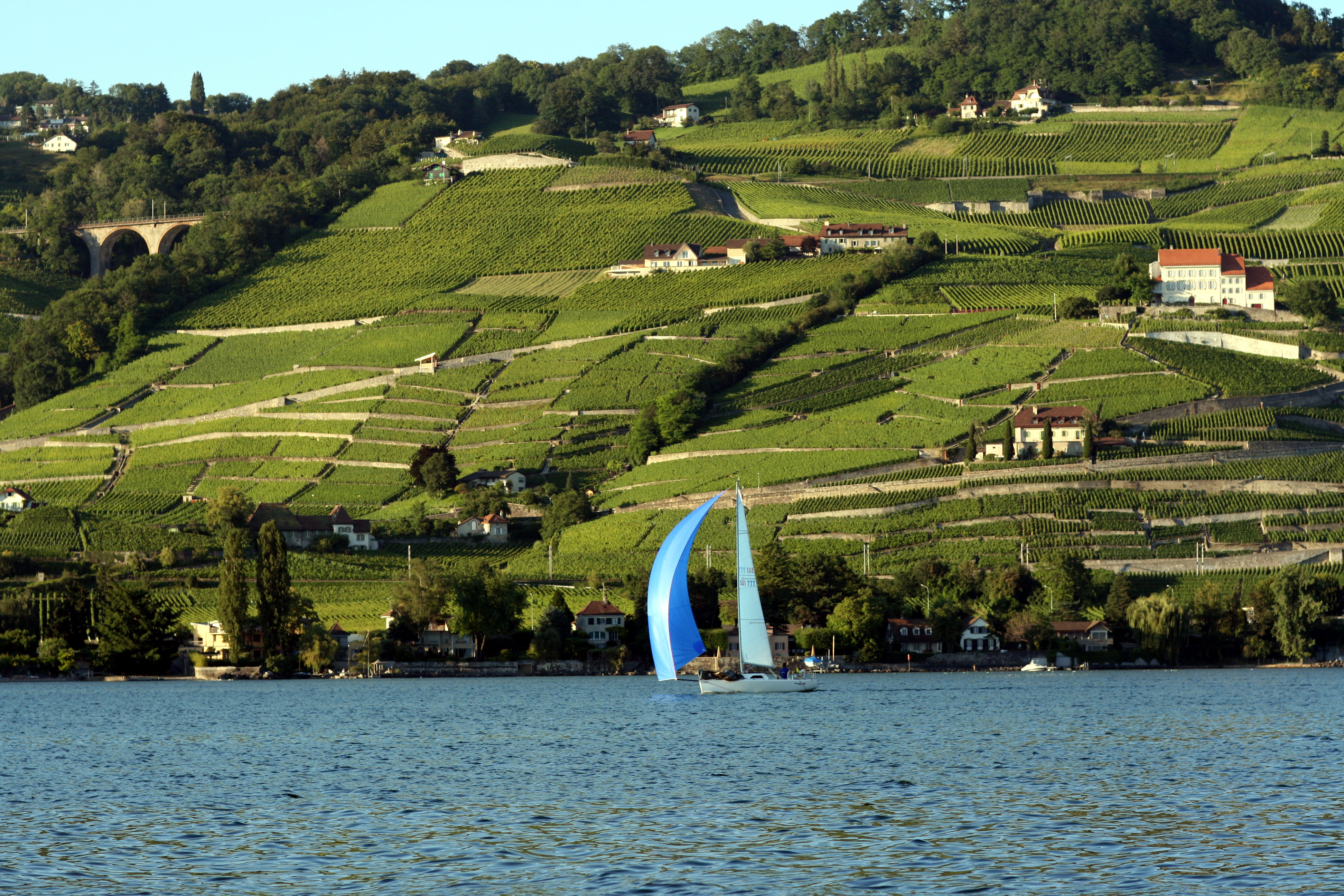
Perto de Lausana
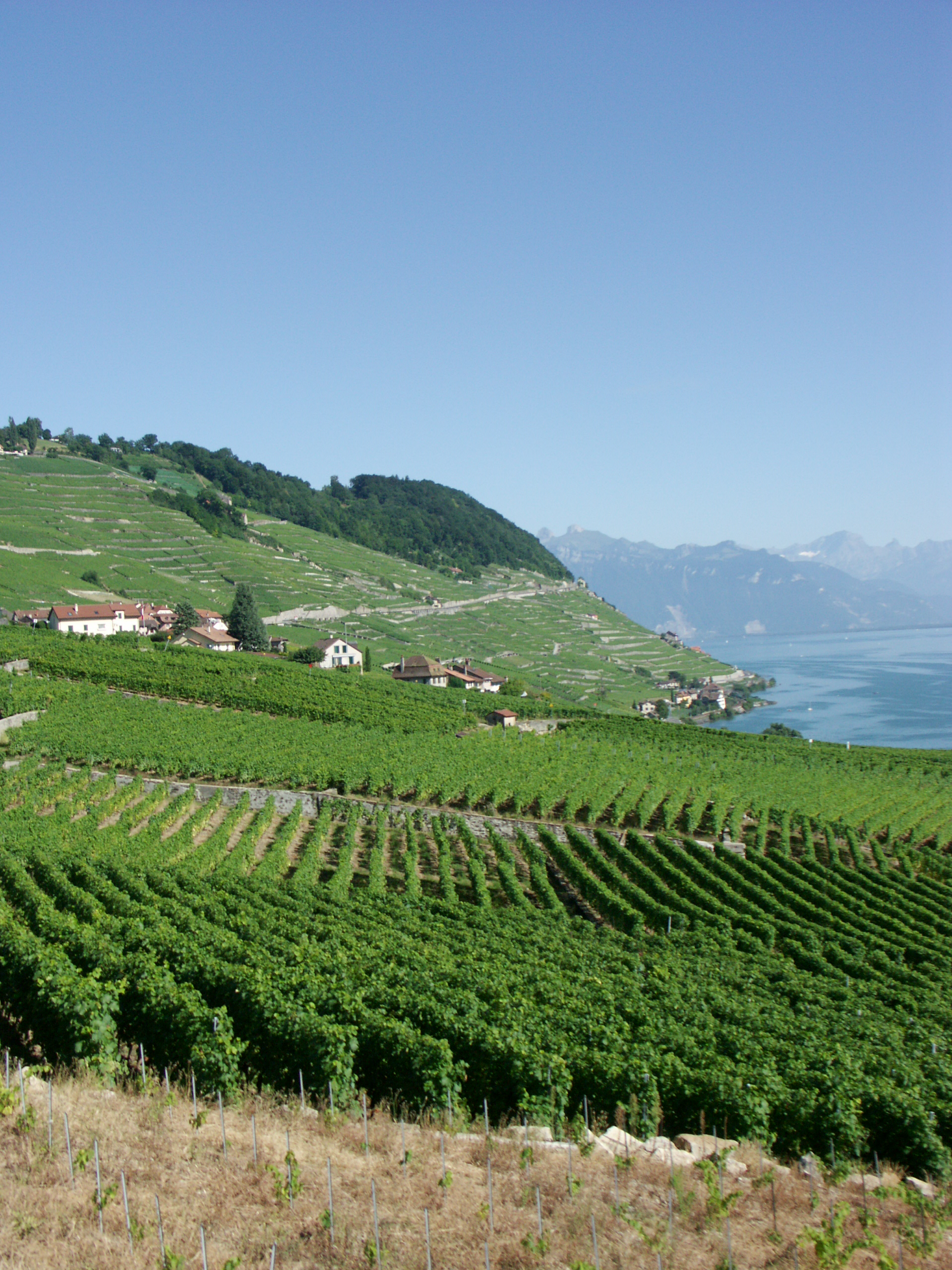
Terraços